# Sabine Zech
Sabine Zech (geb. Küller, * 17. September 1940 in Berlin) war von 1984 bis 1994 für zwei Amtsperioden Oberbürgermeisterin der Stadt Hamm und Mitglied des Rates von 1969 bis 1994.

## Leben
Zwischen 1959 und 1964 studierte sie in Berlin und Tübingen. Anschließend trat sie 1965–69 eine Referendariatsstelle beim Land Nordrhein-Westfalen an und war seit 1970 in der Finanzverwaltung des Landes tätig. Von 1975 bis 2005 lehrte sie als Professorin an der Fachhochschule für Finanzen Nordrhein-Westfalen in Nordkirchen.
1968 trat Sabine Zech in die SPD in Hamm ein und erlangte im Jahr darauf ein Ratsmandat, das sie bis 1994 innehatte.
Von 1987 bis 1994 war sie Landesvorsitzende der Sozialdemokratischen Gemeinschaft für Kommunalpolitik und ist seit 1995 im Landesvorstand der ASJ Nordrhein-Westfalen, seit 2002 als stellvertretende Landesvorsitzende.
Sabine Zech ist verheiratet mit dem Rechtsanwalt und Notar Harald Zech in Hamm und hat zwei Kinder.

## Diebstahl von Dienstwagen und Amtskette
Am 10. Juni 1991 reiste Sabine Zech als Oberbürgermeisterin mit Fahrer und Dienstwagen sowie der Amtskette im Gepäck nach Polen, um die Städtepartnerschaft zwischen Hamm und Kalisz zu besiegeln. Am Morgen der Rückreise, dem 12. Juni 1991, wurde das Fahrzeug mit dem Gepäck und der Amtskette vor dem Hotel gestohlen. Das Fahrzeug wurde knapp drei Wochen später schwer beschädigt bei Warschau sichergestellt. Die Amtskette von 1952 ist bis zum heutigen Tag verschwunden und wurde erst 1999 durch eine Kopie ersetzt.